# Drew Binsky
Drew Goldberg (* 24. května 1991 Dallas), známý pod svým online pseudonymem Drew Binsky, je americký cestovatel, bloger a vlogger, který navštívil všechny země světa. Svůj cíl navštívit každou zemi uznávanou Organizací spojených národů dokončil dne 29. října 2021, když navštívil Saúdskou Arábii. Své cesty dokumentuje na kanálu na platformě YouTube a dalších účtech na sociálních sítích. Od počátku tvorby jeho videa zaznamenala více než 4 miliardy zhlédnutí napříč všemi platformami, jeho sociální sítě dohromady sleduje přes 12 milionů uživatelů. Je také autorem knihy Just Go, ve které jsou zaznamenány jeho zážitky z cest.

## Mládí a vzdělání
Drew Goldberg se narodil v Dallasu v Texasu, vyrůstal ve městě Scottsdale v Arizoně. Přezdívku „Binsky“ mu dala jeho rodina, pocházející z německo-židovského prostředí. Jeho první cesta do zahraničí vedla v roce 2009 do Izraele. Studoval na Wisconsinské univerzitě v Madisonu, kterou absolvoval v roce 2013 s tituly z ekonomie a podnikání. Ve třetím ročníku vysoké školy se zapojil do programu studia v zahraničí v Praze, kde strávil jeden semestr. Během této doby procestoval více než 20 evropských zemí a právě tehdy se rozhodl, že se bude cestováním živit.

## Kariéra
Po zakončení vysoké školy začal Binsky pracovat jako učitel angličtiny v jihokorejském Soulu. V Jižní Korei vyučoval po dobu 18 měsíců, během nichž mmj. získal černý pás v taekwondu a procestoval na 20 asijských zemí. V roce 2015 místo učitele opustil a začal se naplno věnovat cestování, přičemž zahájil svou tří měsíční cestu napříč Indií. Do října 2015 navštívil celkem 73 zemí. V této době si také založil cestovatelský blog s názvem The Hungry Partier (později přejmenovaný na Drew Binsky) a začal své cesty dokumentovat na platformách Instagram a Snapchat.
V roce 2017 mu při příležitosti stěhování do Hanoje darovala jeho tehdejší přítelkyně Deanna Sallao kameru, což jej přimělo začít natáčet a zveřejňovat videa na svém YouTube kanálu (rovněž s názvem Drew Binsky). V květnu 2017 nahrál na YouTube a Facebook video z organizovaného výletu do Severní Koreje, které během dvou dnů získalo přes 10 milionů zhlédnutí. Binsky začal vydělávat prostřednictvím příjmů z reklam na YouTube a Facebooku a díky sponzorovaným spolupracím s různými značkami. K roku 2025 má přes 12 milionů sledujících na všech sociálních sítích a drží dva Guinnessovy světové rekordy: za návštěvu největšího počtu památek UNESCO během 24 hodin a za nejrychlejší sbalení kufru. V roce 2018 začal žít a pracovat v Bangkoku v Thajsku, v roce 2019 pak přesídlil do Manily na Filipínách.
V říjnu 2019 se Binsky setkal se Zablonem Simintovem, který byl v té době považován za posledního žijícího Žida v Afghánistánu. Simintova tehdy představil ve svém videu, které získalo přes milion zhlédnutí. Tři nejsledovanější videa na jeho kanálu zachycují setkání s Wimem Hofem v Nizozemsku, setkání s „nejvyššími lidmi světa“ v Jižním Súdánu a s Thaiem Ngocem – mužem z Vietnamu, který údajně nespal od roku 1962.
V roce 2020 Binsky oznámil chystaný dokument o svých cestách s názvem Border 197. Jeho cílem bylo do konce roku 2020 navštívit všech 197 zemí světa uznaných Organizací spojených národů, kvůli pandemii covidu-19 ovšem tento cíl dokončil až 29. října 2021 svou návštěvou Saúdské Arábie. V roce 2024 vydal knihu Just Go, která zachycuje jeho cestovatelské příběhy ze všech 197 zemí.

## Osobní život
Se svou ženou Deannou Sallao z Filipín se zasnoubil po šestiletém vztahu v květnu 2021, společnou svatbu měla dvojice na filipínském ostrově Balesin na Valentýna roku 2023.
Po absolvování vysoké školy toužil Binsky stát se profesionálním golfistou, dnes v rámci svých cest po světě recenzuje golfová hřiště v různých lokalitách. Od roku 2021 bydlí v arizonském Phoenixu.